# 精神文明
精神文明（せいしんぶんめい）とは、俗説的な文明の分類である。対義語に物質文明。

## 概要
人間集団としての文明において、物質文明のように富や科学技術の水準や軍事力ではなく、個々の成員および共同体全体の精神、すなわち道徳、宗教（SFの文脈では超能力、魔法も含む）の水準を高めることを目的とする文明を指す。
基本的にはフィクション、特にSFや文明批評における言葉、理想の一つであり、歴史上完全な精神文明そのものの存在は知られていない。作家の栗本薫の著作に多出する用語であり、またアーサー・C・クラークの『幼年期の終り』は物質文明を極めたオーバーロードと精神的に進化したオーバーマインドの対比が中核にある。
古くから伝承として理想郷、ユートピアの考え方はある。中国思想における老荘もそれに近く、ギリシャ古典におけるアルカディアやプラトンの国家、スパルタの伝説上のあり方が称揚されることもそれに近いといえよう。人間には広く富や科学技術を道徳的な悪と同一視して嫌い、低技術水準で群れの規模が小さい生活を理想化して現実の世界を批判する傾向がある。それが形となったのが精神文明の概念といえる。
啓蒙時代より、産業革命をはじめとする物質的な富の爆発的な増大、宗教改革により宗教の絶対的な権威が失われたことへの不安も、ルソーの「自然へ帰れ」を始めとする、物質を進歩させる近代文明とは異なるありかたの模索を強めた。
空想的社会主義の社会も、個々人が物欲を持たず全てを共有し精神を高める、という意味ではそれに近いし、イスラム教原理主義が終局的に求めているものも、イスラム教という理想的な精神のあり方を全員が持つ精神文明とみられる。マハトマ・ガンジーの思想にも、科学技術や近代的軍事力を放棄した精神文明志向が見られる。
インド、チベットなどが理想化されて精神文明とされることもあり、北アメリカ先住民をはじめ、さまざまな技術水準の低い社会を「物質文明として堕落していない精神文明」としてニューエイジ運動などで理想化することは多く見られる。
ただし、現実の低技術水準で低人口の人間集団は、幼児死亡率の高さ・産褥管理水準の低さから悲惨な死も多く、最近の文化人類学の知見では戦死率が非常に高い。また閉鎖性ゆえにプライバシーがなく、残酷な男女差別や村八分が常態化していることも多くあり、全員が徳の高い宗教者と同様に高い道徳水準を誇る、とは程遠い。

## フィクションにおける典型例
- 見た目は原始的な生活をしつつ、その各成員は知的・道徳的に圧倒的に高い。（E・E・スミス『レンズマン』）

- 昔は強力な科学技術を持っていたが、意図的にそれを廃棄して精神文明を選んだ。（シャルバート『宇宙戦艦ヤマトIII』)

- 見た目は原始的、または動物水準の生活をしているが、本当は強大な超能力を操っている。（栗本薫「遙かな草原に……」（『心中天浦島』所収）

- 精神的な段階を高めることにより、物質的な肉体を廃して純粋な精神・エネルギーの存在となっている。（アーサー・C・クラーク「幼年期の終り」）